# Бейтс, Гарри
Гарри Бейтс (англ. Harry Bates, полное имя Хирам Гилмор Бейтс Третий, англ. Hiram Gilmore Bates III, 9 октября 1900 — сентябрь 1981) — американский редактор и писатель, внёсший значительный вклад в развитие американской научной фантастики.

## Биография
Родился 9 октября 1900 года в Питтсбурге, штат Пенсильвания. Окончил Аллегени Колледж в Университете Пенсильвании, однако диплома не получил. Работал часовщиком, газетным репортёром, кинооператором. В 1920-е годы — на редакторских должностях в журналах «World-Wide Adventures», «Danger Trails», «Soldiers of Fortune» издательского концерна Publisher's Fiscal Corporation, впоследствии переименованного в Clayton Magazines.
В конце 1929 года владелец корпорации Уильям Клейтон предложил ему набросать проект нового журнала, исходя из соображений простой экономии: все цветные обложки издательства печатались на одном листе, и там оставалось ещё неиспользованное место, которое попусту пропадало. Это позволяло запустить ещё одно издание, не расходуя ни цента на цветную печать обложки. Гарри Бейтс предложил создать журнал фантастики и был назначен его редактором.
Бейтс предложил назвать журнал «Astounding Stories of Super Science» (поразительная научная выдумка). Он взял за основу схему, аналогичную той, которой руководствовался уже добившийся успеха конкурирующий журнал «Amazing Stories», но, рассчитывая привлечь широкую читательскую аудиторию, сделал больший уклон в сторону развлекательности публикуемых произведений. Бейтс также счел ненужным «научный» уклон, который был принципиально важен для основателя «Amazing Stories» Хьюго Гернсбека. Взамен он изобрёл концепцию «сверхнауки» (super science), которая избавляла авторов от необходимости отягощать каждый сюжетный поворот познавательным описанием и предоставляла им куда бо́льшую творческую свободу. В результате руководимый им журнал, первый номер которого появился в январе 1930 года, мгновенно стал лидером среди фантастической периодики.
Успех издания позволил Бейтсу запустить под своей редакцией параллельное издание журнала ужасов и фэнтези «Strange Tales» (выходил в 1931—1933 годах).
Редактируя «Astounding», Гарри Бейтс также публиковал в нём свои произведения (часто написанные в соавторстве с Десмондом Уинтером Холлом под совместными псевдонимами «Х. Б. Уинтер» и «Энтони Гилмор»), которые писались во многом для того, чтобы на их примере показать авторам, какого рода фантастика требуется для журнала. Наибольшую популярность у читателей приобрела серия рассказов о Хоке Карсе («Hawk Carse»), которая публиковалась под псевдонимом «Энтони Гилмор».
После того, как в 1933 году Clayton Magazines обанкротилась и «Astounding» был продан корпорации Street and Smith, Гарри Бейтс оставил редакторское кресло, однако продолжал периодически публиковать фантастические рассказы под своим именем и под псевдонимом «А. Р. Холмс». Наиболее значительный след в истории фантастики оставил его рассказ «Прощание с повелителем» («Farewell to the Master», 1940), по мотивам которого в 1951 году был снят знаменитый фантастический фильм «День, когда Земля остановилась» (The Day the Earth Stood Still).
В 1950—1960-х годах Гарри Бейтс работал на вспомогательных должностях на киностудиях. Скончался в нищете в сентябре 1981 года.